# Jan Marek (kardiolog)
Jan Marek (* 16. listopadu 1957 Praha) je český kardiolog, specializovaný na dětskou a prenatální kardiologii. Podílel se na rozvoji prenatální kardiologie a ultrazvukové diagnostiky vrozených srdečních vad v České republice. Působí ve Velké Británii.

## Osobní život
Jan Marek maturoval v roce 1977 na gymnáziu v Ostrově. Medicínu absolvoval v roce 1984 na 2. lékařské fakultě University Karlovy v Praze. Od roku 1984 pracoval na Dětském oddělení v Kolíně, v letech 1984-1985 na Universitě a ve Vojenské nemocnici v Olomouci. Od roku 1985 začal pracovat v Dětském kardiocentru Fakultní nemocnice v Praze Motole, v letech 1993-2005 v pozici vedoucího Echokardiografické laboratoře a Centra prenatální kardiologie. Od roku 2005 pracuje jako konzultant v Great Ormond Street Hospital for Children v Londýně, kde vede oddělení Echokardiografie a oddělení Prenatální kardiologie. Během své profesní kariéry působil v letech 1992 a 1993 v Dětském kardiocentru v Mnichově, Houstonu a Torontu.
Disertační práci na téma Selhání fetálního srdce obhájil v roce 2004 a docentem vnitřního lékařství byl jmenován v roce 2007 na 1. lékařské fakultě University Karlovy. V roce 2010 obdržel titul Fellow of European Society of Cardiology (FESC). Profesorem vnitřního lékařství byl jmenován v roce 2013 na 1. lékařské fakultě Karlovy University v Praze a v roce 2016 byl jmenován profesorem kardiologie v Institute of Cardiovascular Science, University College v Londýně. V současnosti je externím vědeckým spolupracovníkem Dětského kardiocentra ve Fakultní nemocnici v Motole a II. Interní kliniky Všeobecné fakultní nemocnice v Praze. Externě rovněž působí v českých zdravotnických zařízeních Gennet a Canadian Medical Care v Praze. 
Je členem mezinárodního týmu podílejícího se na rozvoji a výuce Echokardiografie v Evropě a USA, je národním hodnotitelem evropské akreditace v Echokardiografii při Evropské kardiologické společnosti, je též spolumajitelem a ředitelem společnosti pro výuku echokardiografie vrozených srdečních vad v Evropě a Severní Americe.
Profesor Marek pochází z lékařské rodiny, manželka je dětská lékařka, mají jednoho syna.

## Osobní aktivity
V letech 1976–1977 byl členem juniorského národního basketbalového týmu Československa a do roku 1983 hrál první basketbalovou ligu za Spartu Praha. Podílel se na řadě charitativních akcí včetně podpory Dětského kardiocentra v Praze, dlouhodobě zajišťuje výuku mladých lékařů kardiocentra v Great Ormond Street Hospital for Children v Londýně.
V roce 2018 byl hlavním organizátorem konference „Den českého srdce“ v Londýně.
V roce 2023 vydal autobiografický knižní rozhovor Srdce napůl (Vyšehrad).

## Charitativní aktivity
- patron v charitativní nadaci Srdíčkáři
- spolupráce s nadačním fondem Be Charity

## Vědecká aktivita
Vedle stovek článků a desítek kapitol v monografiích a učebnicích je autorem 2. dílu učebnice Echokardiografie: Pediatrická a prenatální echokardiografie (Triton 2003).

## Ocenění a členství
Jan Marek obdržel řadu ocenění za vědeckou a výukovou činnost:
- Cena za nejlepší učebnici v roce 2003: Prenatální a dětská kardiologie.
- Za rozvoj česko-britských vztahů byl prof. Marek v roce 2018 v rámci oslav stého výročí založení Československa oceněn Stříbrnou medailí Jana Masaryka.[3]
- Cena Gratias Agit za šíření dobrého jména České republiky v zahraničí (uděluje ministr zahraničí ČR, 2023)